# Māra Zālīte
Māra Zālīte (* 18. února 1952 Krasnojarsk) je lotyšská básnířka a dramatička, je také různě společensky činná. Píše romány, básně, divadelní hry, knihy pro děti a libreta muzikálů. Její knihy byly přeloženy do několika jazyků, např. do němčiny, angličtiny, litevštiny, ruštiny, estonštiny a finštiny.

## Životopis
Māra Zālīte se narodila v Krasnojarském kraji. V roce 1956 se rodina vrátila z vyhnanství zpět do Lotyšska a Māra Zālīte strávila své dětství v domě „Kalna Ķivuļi“ ve vesnici Slampe. V roce 1975 absolvovala Filologickou fakultu Lotyšské univerzity. Působila také v Lotyšském svazu spisovatelů, vedla také Studio mladých lotyšských spisovatelů, působila jako poradkyně pro poezii v časopise Liesma (1974–1989) a šéfredaktorka ve vydavatelství Karogs i ve stejnojmenném časopise (1989–2000). Od roku 2000 je prezidentkou Lotyšského sdružení autorů. Je členkou rady důvěry Lotyšské národní knihovny, v období 2002–2004 působila jako předsedkyně Státní jazykové komise.

## Ocenění
Māra Zālīte obdržela nejvyšší lotyšské státní vyznamenání Řád tří hvězd. Získala několik literárních cen, včetně lotyšské Výroční ceny za literaturu (2001, 2004, 2013, 2018).

### Romány
- Pět prstů (Pieci pirksti). Riga: Mansards, 2013.
- Ptáci ráje (Paradīzes putni). Riga: Dienas grāmata, 2018.

### Sbírky básní
- Vakar zaļajā zālē (Včera na zelené trávě). Riga: Liesma, 1977.
- Rīt varbūt (Zítra možná). Riga: Liesma, 1979.
- Nav vārdam vietas (Pro slovo není místo). Riga: Liesma, 1985.
- Debesis, debesis (Nebesa, nebesa). Riga: Liesma, 1988.
- Apkārtne (Okolí). Riga: Preses nams, 1997.
- Dzeja (Poezie). Riga: Atena, 2003.